# Cascata da Ribeira Quente

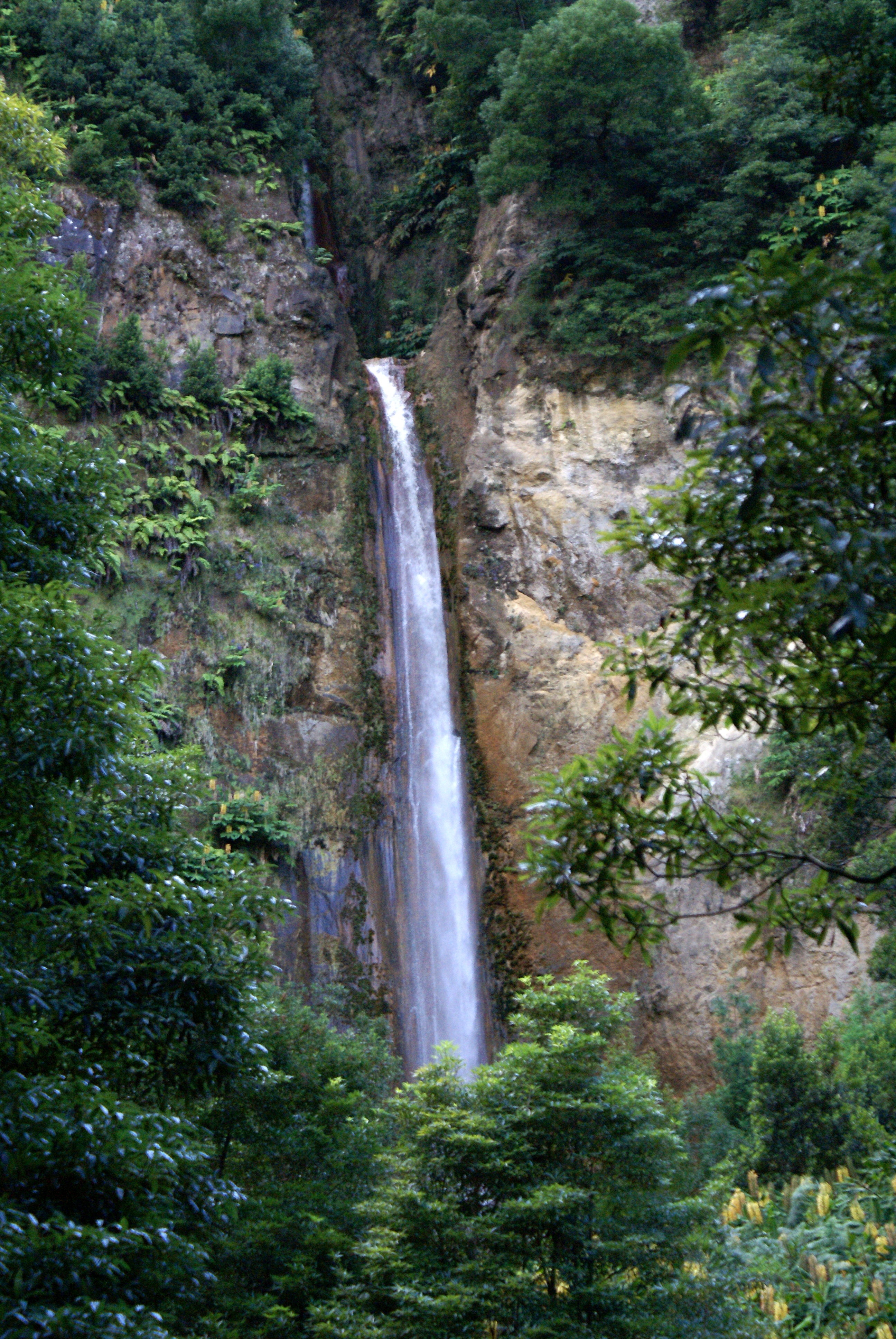
Cascatas, Ribeira Quente.

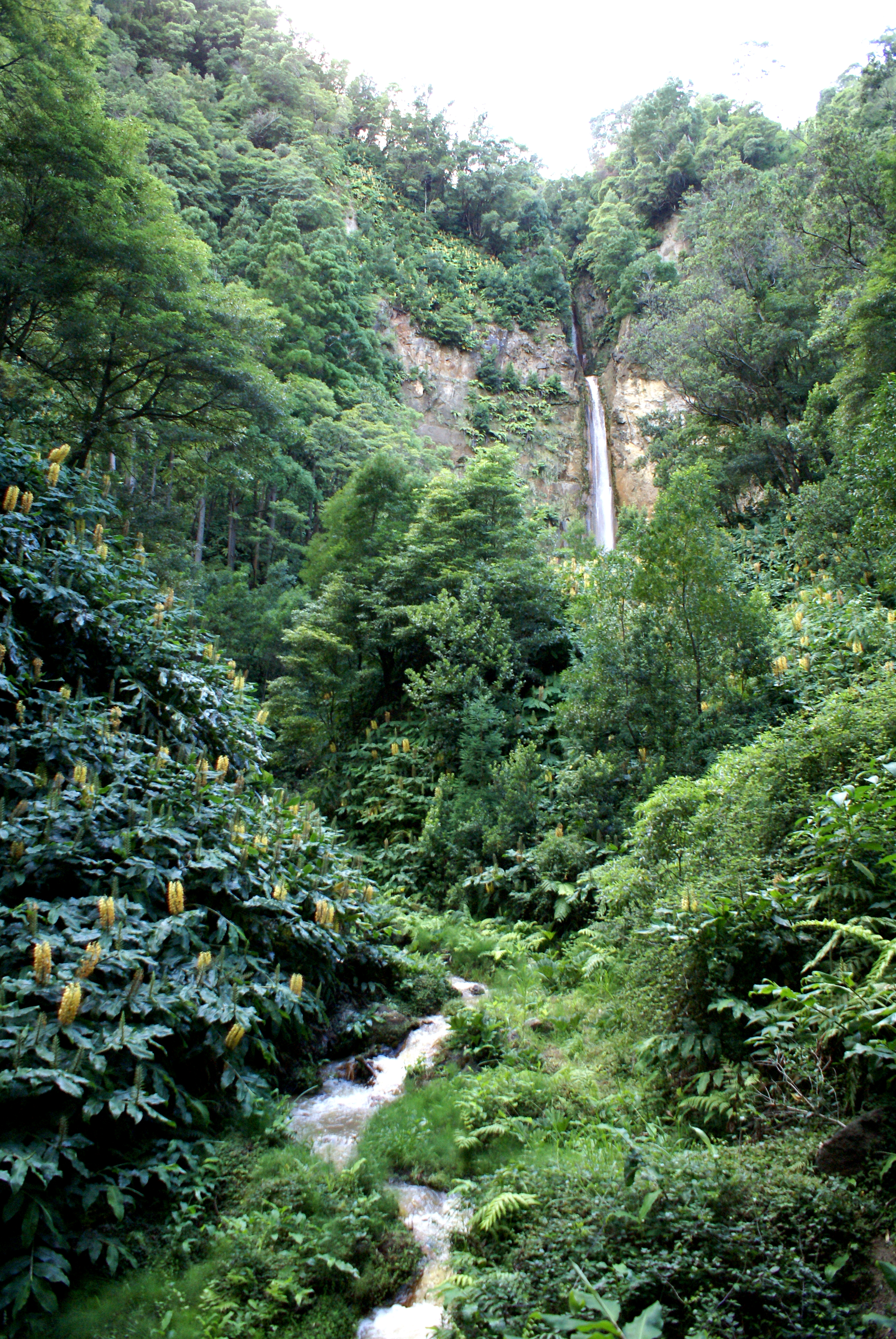
Paisagem envolvente às Cascatas.

A Cascata da Ribeira Quente é uma queda de água (cascata) localizada na freguesia da Ribeira Quente,  no concelho da Povoação, ilha açoriana de São Miguel, em Portugal.
Esta curiosa cascata de origem termal, facto que confere às suas águas características especificas a nível da sua composição química tem origem em nascentes no interior da ilha.
Ao chegar à Ribeira Quente e devido às acentuadas curvas de nível existentes nas montanhas de acentuado declive que circunda esta localidade precipita-se em cascata formando-se em diferentes locais, de salientar sem duvida o facto da especificidade das suas águas, mas também todo o quando paisagístico que a envolve.
Encontra-se numa pequena garganta que as suas água ao longo dos séculos foram escavando rodeada por uma exuberante vegetação endémica características das florestas da laurissilva típicas da Macaronésia.
É caracterizado por ser de água potável, apesar das suas características termais.